# Institut Supérieur de l'Aéronautique et de l'Espace
Fundada em 1909, a Institut supérieur de l'aéronautique et de l'espace (ou Supaéro ou ISAE-SUPAERO) é uma escola de engenharia, instituição de ensino superior público localizada na cidade do Toulouse, França.
A ISAE está entre as mais prestigiadas grandes écoles de Engenharia da França, assim como todas as escolas do groupe des écoles aéronautiques.
Campus da ISAE-SUPAERO situa-se no pólo universitário da Université Fédérale Toulouse Midi-Pyrénées.

## Centrale Estudos: formação de engenheiros, mestres e doutores
A ISAE-SUPAERO diploma engenheiros aéronautiques ao final de três anos de estudo.
Para ser adtimido em uma grande école o aluno deve ser aprovado em um vestibular 
após ter cursado dois anos de Classe Préparatoire. 
Dispõe também de Mastères Spécialisés graus (em parceria com a École nationale de l'aviation civile e École de l'Air).

## Laboratórios e centros de investigação
- Aerodinâmica, propulsão e energia
- Mecânica de Estruturas e Materiais
- Electronics, Optronics e de sinal
- Engenharia de sistemas complexos
- Línguas, artes, cultura e sociedade
- Desenho e condução de veículos aeronáuticos e espaciais

## Graduados famosos
- Jean Boulet, piloto de testes de aviões e de helicópteros, famoso por ter quebrado 17 recordes mundiais.
- Jean-François Clervoy, astronauta francês.
- Henri Coandă, inventor e pioneiro da aerodinâmica romeno.
- Marcel Dassault, industrial francês.
- Serge Dassault, empresário francês e político conservador.
- Jean-Pierre Desthuilliers, escritor e poeta francês.
- Thomas Pesquet, astronauta francês.